# 専門学校日本ビジネススクール
専門学校日本ビジネススクール(札幌校)（せんもんがっこうにっぽんびじねすすくーるさっぽろ）は、北海道札幌市中央区に所在していた専修学校である。略称はNBS。ハート型をした独創的な校舎が特徴である。当校の学生は日ビ（にちび）と略して呼称することが多かった。

## 概要
1980年4月に開学。1993年度には国内旅行業務取扱管理者を137名合格させたこともあった。しかしながら、2000年代より少子化の影響により入学者数が急激に減り、2012年度をもっての閉校した。
専門学校日本ビジネススクール(札幌)卒業生の卒業証明書の発行は、専門学校日本デザイナー芸術学院(仙台)に移管された。
※移管されたのは日本ビジネススクール札幌校分のみ　その他閉校した日本ビジネススクールに関しては設置個所の都道府県庁の私学課に

## 沿革
- 1980年　開校
- 2011年　募集停止
- 2012年　閉校

## 設置学科
- 国際観光学科（2年制男女） 
  - 旅行ビジネス専攻
  - エアライン専攻
- 総合ビジネス学科（2年制男女）
  - 英語ビジネス専攻
  - オフィステクノレディ専攻
  - 医療秘書専攻
- ビジネス学科（1年制） 
  - オフィステクノレディ専攻
  - コンピューター医療事務専攻
  - マスコミ・ジャーナリスト専攻

## 就職実績
- JTB北海道、名鉄観光、富士通、JTBトラベランド、キャノン、ホテルモントレ札幌、リコー北海道、東芝情報システム、日本生命保険[3]、新千歳空港、大丸札幌店、丸井今井、ヤマダ電機、帯広空港、北海道旅客鉄道、レナウン、京王プラザホテル札幌など[4]

## 注
1. ↑  『進学ガイド '95』北海道私立専修学校各種学校連合会　1994　p236
2. ↑  “卒業した学校が廃校になっている！卒業証明書受け取りなどのトラブル対処法 | フレッシャーズ”. マイナビ学生の窓口 | フレッシャーズ. 2025年5月23日閲覧。
3. ↑  『進学ガイド '95』北海道私立専修学校各種学校連合会　1994　p237
4. ↑  『進学ガイド '08』北海道私立専修学校各種学校連合会　2007